# Ornithogalum monophyllum
Ornithogalum monophyllum är en sparrisväxtart som beskrevs av John Gilbert Baker. Ornithogalum monophyllum ingår i släktet stjärnlökar, och familjen sparrisväxter.

## Underarter
Arten delas in i följande underarter:
- O. m. eckardtianum
- O. m. monophyllum